# Marietjie Erasmus
Marietjie Erasmus es una deportista sudafricana que compitió en taekwondo. Ganó una medalla de bronce en el Campeonato Africano de Taekwondo de 1996, en la categoría de –70 kg.

## Palmarés internacional
| Campeonato Africano | Campeonato Africano       | Campeonato Africano | Campeonato Africano |
| Año                 | Lugar                     | Medalla             | Categoría           |
| ------------------- | ------------------------- | ------------------- | ------------------- |
| 1996                | Johannesburgo (Sudáfrica) | Medalla de bronce   | –70 kg              |